# Catharsis (banda)
Catharsis é uma banda de power metal sinfônico russa fundada em 1996.

## História
A banda foi fundada em Moscou, em 1996, pelo guitarrista Igor Polakov e o vocalista Sergey Bendrikov. Em seus álbuns demo, a banda tocou algo similar a um "death doom metal"; mas desde seu segundo álbum, "Febris Erotica", voltaram-se ao estilo do metal sinfônico. Foi um álbum que recebeu muitas críticas positivas em revistas de música russas. Os leitores da revista Rock City votaram na banda para "Melhores rockeiros de 1999". A continuação do álbum, "Dea", contou com a voz do novo vocalista, Oleg Zhilyakov.
Em 2002, Oleg "Mission" Mishin, experiente guitarrista e flautista, juntou-se à Catharsis e tornou-se seu principal compositor nos seguintes álbuns: "Imago" (2003) e "Wings" (2005).  Muitas das letras desses respectivos álbuns foram escritas por Margarita Pushkina, poeta que escreve letras para bandas de metal como Aria, Kipelov e Mavrik.
Em 2006, a Catharsis foi premiada com o Russian Alternative Music Prize na categoria "Melhor Peça de Metal Russa".

## Formação
- Oleg 'Mission' Mishin - guitarras, flauta
- Oleg Zhilyakov - vocais
- Igor 'Jeff' Polyakov - guitarras
- Aleksandr Timonin - baixo
- Julia Red - teclados
- Anatoliy Levitin - bateria

## Discografia

### Álbuns de estúdio e EPs
- Proles Florum (1998)
- Febris Erotica (1999)
- Dea (2001)
- Imago (2002) - com letras em inglês
- Имаго (Imago) (2003) -- com letras em russo
- Призрачный Свет (Eerie Light) (2004)
- Крылья (Wings) (2005)
- Заллада Земли (Earth' Ballad) (2006)
- Иной (Outro) (Internet Single) (2010)
- Светлый альбом (álbum da luz) (2010)
- Индиго (2014)
- Антология. 20 первых лет. Полное собрание сочинений. (DELUXE GOLD BOX-SET 16 CD + BONUS) (2015)
- Время потерь (2018)

### Álbuns ao vivo
- Верни им небо (Return to 'em the Sky) DVD (2005)
- Верни им небо (Return to 'em the Sky) 2 CDs (2006)
- 15 лет полета (15 Years of Flight) DVD (2012)

### Demos
- Child of the Flowers (1997)
- Taedium Vitae (1999)
- Prima Scriptio (2003)